# Kokzidioidomykose

Lebenszyklus von Coccidioides

Die Kokzidioidomykose (auch Coccidioidomykose), die auch als  Talfieber, Wüstenfieber, Wüstenrheumatismus oder San Joaquin (Valley) Fever bezeichnet wird, ist eine Infektionskrankheit, welche durch den Pilz Coccidioides immitis hervorgerufen wird.
Der Erreger wird meist über die Atemluft aufgenommen (Inhalation). Da bei trockenem Klima viele Sporen aufgewirbelt werden und es dadurch zu einer aerogenen Übertragung und Infektion über die Luftwege kommt, ist die Kokzidioidomykose in semiariden, wüstenartigen Regionen häufig. Endemiegebiete auf dem amerikanischen Doppelkontinent sind der Südwesten der Vereinigten Staaten (Arizona, Texas; die gesamte Grenzregion zu Mexiko), das nördliche Mexiko und Teile Boliviens, Paraguays und Argentiniens. Viele Infektionen verlaufen asymptomatisch.  In 40 % der Fälle kommt es nach einer Inkubationszeit von 1 bis 3 Wochen zu Symptomen, die einem grippalen Infekt ähneln (Entzündung der Atemwege, Arthralgien, Abgeschlagenheit und erhöhte Körpertemperatur). Zusätzlich können Hauterscheinungen (Erythema multiforme, Erythema nodosum) auftreten. Verrukös-ulzerös-vegetierende Herde der Haut können auch primär auftreten, wenn die Haut die Eintrittspforte des Erregers ist.
In den Vereinigten Staaten, wo die Erkrankung meist unter dem Namen Valley Fever bekannt ist, wird seit Jahren ein kontinuierlicher Anstieg der Inzidenz vor allem im Südwesten des Landes beobachtet. Im Jahr 2011 wurden 22.401 Fälle an die Centers for Disease Control and Prevention (CDC) gemeldet, wobei die tatsächliche Zahl an Infektionen sicher höher liegt und bis auf etwa 150.000 pro Jahr geschätzt wird, weil viele Pilzinfektionen nicht als solche erkannt werden. In Kalifornien stieg die Anzahl der gemeldeten Fälle von 3053 im Jahr 2015 auf 7408 im Jahr 2019. Da der Pilz besonders in warmen und trockenen Gegenden gedeiht, wird erwartet, dass mit Ausbreitung der Wüstenzonen in den USA das Verbreitungsgebiet sehr viel größer werden wird.
Besonders gefährdet sind Personen, die sich berufsbedingt in diesen Gegenden aufhalten (Militärpersonen, Archäologen) sowie Schwangere, Personen mit Immunschwäche, Afroamerikaner und Asiaten.
Es kann – insbesondere bei immunsupprimierten Patienten – zu einer hämatogenen Streuung kommen. Dabei entstehen granulomatöse Läsionen in den Gelenken oder auch in den Meningen, was in letzterem Fall häufig einen letalen Ausgang nimmt.
Therapie der Wahl sind orale Azol-Antimykotika.